# HD 164922
HD 164922 är en ensam stjärna i den mellersta delen av stjärnbilden Herkules. Den har en skenbar magnitud av ca 7,01 och kräver åtminstone en stark handkikare eller ett mindre teleskop för att kunna observeras. Baserat på parallax enligt Gaia Data Release 2 på ca 45,5 mas, beräknas den befinna sig på ett avstånd på ca 72 ljusår (ca 22 parsek) från solen. Den rör sig bort från solen med en heliocentrisk radialhastighet på ca 20 km/s.

## Nomenklatur
Beteckningen b härrör från upptäcktsordningen och ges till den först upptäckta planeten som kretsar kring en given stjärna, följt av de andra gemenerna i alfabetet. I fallet med HD 164922 upptäcktes endast en, som designerades b, och senare en inre planet, som designerades c. Beteckningen HD 164922 härleds direkt från faktumet att stjärnan är den 164 922:a stjärnan i Henry Draperkatalogen som upptäckts.

## Egenskaper
HD 164922 är en gul till vit stjärna i huvudserien av spektralklass G9 V. Med en ålder av 13,4 miljarder år kommer stjärnan snart att utvecklas bort från huvudserien och expandera till en röd jätte. Den är en av de äldsta kända stjärnorna i universum och ett av de äldsta multiplanetariska systemen som är kända i Vintergatan. Den har en massa som är ca 0,87 solmassor, en radie som är ca 0,99 solradier och har ca 0,70 gånger solens utstrålning av energi från dess fotosfär vid en effektiv temperatur av ca 5 800 K. Stjärnan är metallrik, med en metallicitet ([Fe/H]) på 0,16, eller 144 procent av solens metallhalt, vilket är anmärkningsvärt för en stjärna med så hög ålder som HD 164922.

## Planetsystem
Den 15 juli 2006 tillkännagavs en långperiodig av exoplanet av Saturnus storlek i omlopp kring HD 164922. Planet kretsar på ett avstånd av 2,11 AE från stjärnan med en låg excentricitet på 0,05.
Nästan exakt tio år senare, 2016, upptäcktes en annan exoplanet, även om den var mindre massiv än den första planeten, i omloppsbana längre in mot stjärnan. Denna planet har en minsta massa på nästan 13 gånger jordens, vilket innebär att den möjligen är en Neptunusliknande planet.
En tredje exoplanet, en het superjord, upptäcktes 2020, och en fjärde, av Neptunusstorlek, 2021.
| Planet | Massa             | Halv storaxel (AE) | Siderisk omloppstid (d) | Excentricitet      | Inklination | Radie |
| ------ | ----------------- | ------------------ | ----------------------- | ------------------ | ----------- | ----- |
| d      | ≥ 4 ± 1 MJ        | 0,103 ± 0,001      | 12,458 ± 0,003          | 0,12 +0.13−0.08    | -           | -     |
| e      | ≥ 10,52 ± 0,97 M🜨 | 0,2293 ± 0,0026    | 41,763 ± 0,012          | 0,086 +0.083−0.060 | -           | -     |
| c      | ≥12,9 ± 1,6 M🜨    | 0,3351 ± 0,0015    | 75,765                  | 0,07               | -           | -     |
| b      | ≥0,360 ± 0,46 MJ  | 2,11 ± 0,13        | 1 155 ± 23              | 0,08 ± 0,05        | -           | -     |